# ノーバート・ウィーナー
ノーバート・ウィーナー（英語: Norbert Wiener, 1894年11月26日 - 1964年3月18日）は、アメリカ合衆国の数学者。サイバネティックスの提唱者として、確率過程論におけるウィーナー過程としても知られている。また順序対の集合論的定義を与えた事でも知られる。
ミズーリ州コロンビア生まれ。父親はイディッシュ語研究などで知られるビャウィストク出身のポーランド系ユダヤ人言語学者レオ・ウィーナー（ヴィーネル、 Leo Wiener）。

## 生涯

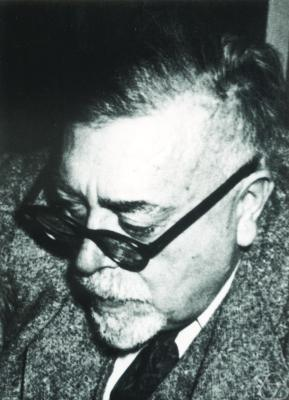
晩年

1894年、アメリカ合衆国ミズーリ州コロンビアに、父レオ（Leo）とユダヤ人の母バーサ・カーン（Bertha Kahn）の長子として生まれる。
レオはハーバード大学でスラブ語の講師をしつつ、ノーバートに7歳まで彼自身の手で、実験的で厳しい英才教育を授けた。父親の指導と彼自身の才能により、ウィーナーは神童に育つ。1903年アイヤー・ハイスクールに入学、1906年に卒業した。
1906年9月に、11歳でタフツ・カレッジに入学、1909年、14歳のときに数学で学位を取得し、ハーバード大学の大学院に入学した。ハーバード大学では動物学を専攻したが、1910年、コーネル大学大学院に移籍し、哲学を専攻した。翌年再びハーバード大学に戻り、哲学を続けた。1912年、18歳のときに、数理論理学に関する論文によりハーバード大学よりPh.D.を授与された。
そして、ケンブリッジ大学(イギリス)に留学し、バートランド・ラッセルの下で学ぶ。G.H. ハーディの数学の講義に感銘を受けたらしい。1914年には、ゲッティンゲン大学(ドイツ)でダフィット・ヒルベルトやエトムント・ランダウの下に学ぶ。その後ケンブリッジに戻り、再びアメリカに戻った。1915年-1916年にはハーバード大学で哲学講座の講師を一年間務めた。その後ゼネラル・エレクトリックで働いたり、百科事典『エンサイクロペディア・アメリカーナ』の編集執筆者として働いた後、メリーランド州のアバディーン性能試験場で弾道学に関する仕事に就いた。戦争が終わるまでメリーランドで過ごした後、1919年、24歳のときに、マサチューセッツ工科大学(MIT)数学科の講師の職を得た。ウィーナーは学生の間では、お粗末な講義のスタイル、ジョークや、放心状態となることで有名だった。彼は批判に対して過敏なことで知られ、躁うつ的な傾向があった。
MITに勤める傍ら、度々ヨーロッパに渡航した。1926年にドイツ移民のマーガレット・エンゲマンと結婚し（彼らの間には二人の娘が生まれた）、その後再び、グッゲンハイム財団の研究員としてヨーロッパに渡った。彼はゲッティンゲンやケンブリッジで過ごしたほとんどの時間を、ブラウン運動やフーリエ積分、調和解析、Dirichlet問題、タウバー型定理などに関する研究に費やした。

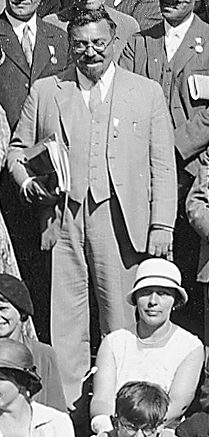
1932年、国際数学者会議にて

第二次世界大戦中の軍事研究で、彼の射撃制御装置に関する研究は、通信理論への関心を総合し、サイバネティックスを定式化へと促進された。戦後になり自身の影響力を行使し、ウォーレン・マカロックやウォルター・ピッツらの人工知能、計算機科学、神経心理学の分野における当時最も優れた研究者の幾人かをMITに招いた。 しかし後に、突然かつ不可解に、ウィーナーは苦心して集めた彼ら研究チームとの関係を全て絶った。その理由については、ウィーナーの鋭敏すぎる感情や、妻マーガレットの関与など、様々な原因が推測されている。いずれにしても、この出来事は、この時代で最も成功を約束されたはずだった科学的共同研究グループのひとつの早すぎる結末だった。しかしこのMITに集められたメンバーらは、後の計算機科学他の発展に影響を残すこととなる。
グループとの断絶にもかかわらず、ウィーナーはサイバネティックス、ロボティクスやオートメーションなどの分野で新たな境地を開拓し続けた。彼は研究において才能を発揮し続け、また彼の理論と発見を他の研究者と自由に共有した。不幸にも、冷戦時代においてはこの態度は、ソビエト連邦の科学者への支持の表明などにもよって、様々な疑念を呼び起こした。さらにウィーナーは共産主義者の嫌疑をかけられ、赤狩りの対象にもなった。

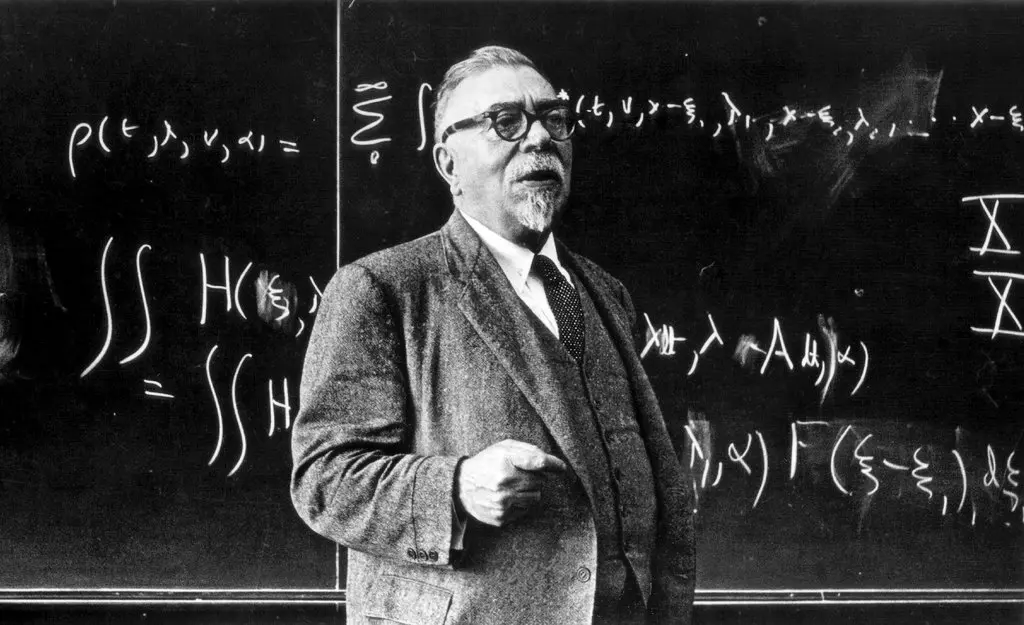
1963年、マサチューセッツ工科大学にて

第二次大戦後、ウィーナーは、科学研究への政治の干渉や科学の軍事化の問題に関心を強く持つようになった。彼は「ある科学者の反乱」(A Scientist Rebels)と言う題の論説を「アトランティック・マンスリー」1947年1月号にて発表し、その中で科学者に対し、自身の研究が持つ倫理的な含意を熟考するように強く主張した。彼自身は軍事関連のプロジェクトで働くことや政府からの援助を受けることを拒絶した。
彼は、オートメーション技術を、生活の質を高め、貧困地域を発展させるのに用いるという構想の強力な支持者だった。これらの構想はインドに大きな影響を与え、1950年代に彼はインド政府に助言を与えていた。1950年に記した『人間機械論』で学歴社会を「統治者は永久に統治者であり、兵士は永久に兵士であり、労働者は労働者に運命づけられている」とし、「昆虫は成長の過程で脱皮し、神経系を破壊されるので、幼虫から成虫に多くの記憶を移すことができない。人間以外の哺乳類は学習によって獲得する後天的な能力より、持って生まれた先天的な能力が優先させ、人間と他の動物の決定的な違いは学習である」と述べている。
1964年、スウェーデンのストックホルムにおいて没した。69歳。没後の1970年にはノーバート・ウィーナー応用数学賞が設立された。

## 主要な著作
- Extrapolation, Interpolation and Smoothing of Stationary Time Series with Engineering Applications (1949)
- Cybernetics, Second edition (第2版 1961)
  - 『サイバネティックス：動物と機械における制御と通信』 池原止戈夫・彌永昌吉・室賀三郎・戸田巌訳、岩波書店、新版・岩波文庫

一般向け
- The Human Use of Human Beings (1950) 
  - 『人間機械論：人間の人間的な利用』 鎮目恭夫・池原止戈夫訳、みすず書房
- Ex-Prodigy (1953)
  - 『神童から俗人へ：わが幼時と青春』 鎮目恭夫訳、みすず書房。自伝
- I Am a Mathematician (1956) 
  - 『サイバネティックスはいかにして生まれたか』 鎮目恭夫訳、みすず書房。続編の自伝
- God and Golem, Inc. (1964)
  - 『科学と神：サイバネティックスと宗教』 鎮目恭夫訳、みすず書房
- Invention (1993) 。遺稿
  - 『発明：アイディアをいかに育てるか』 鎮目恭夫訳、みすず書房